# Compsenia gracillima
Compsenia gracillima är en fjärilsart som beskrevs av Herrich-Schäffer 1870. Compsenia gracillima ingår i släktet Compsenia och familjen nattflyn. Inga underarter finns listade i Catalogue of Life.